# Spinaria albiventris
Spinaria albiventris är en stekelart som beskrevs av Cameron 1899. Spinaria albiventris ingår i släktet Spinaria och familjen bracksteklar. Inga underarter finns listade i Catalogue of Life.